# NHK+

NHK+標誌

NHK+（日语：NHKプラス、エヌエイチケイプラス）是日本廣播協會（NHK）推出的在網絡上收看綜合、教育频道實時節目及點播服務的名稱。该服务仅在日本国內提供。

## 概要
日本在2014年修改《廣播法》。此後NHK開始在災害、選舉等重大新聞；以及奧運會、世界盃足球賽等世界級體育賽事轉播時於官方網站及app提供同步轉播。
与NHK卫星电视频道类似，未登记缴纳收视费的用户在观看NHK+直播时，画面上会出现提示信息水印（涉及重大灾害的实时报道除外）。

## 外部連結
- 官方网站
  - （页面存档备份，存于）
  - （页面存档备份，存于）
  - （页面存档备份，存于）
  - （页面存档备份，存于）
- 關於NHK+（页面存档备份，存于）
- Google Play商店中的NHK+
- 苹果App Store中的NHK+
- NHK+的X（前Twitter）